# Cerkiew św. Jana Teologa w Dąbrowie Białostockiej
Cerkiew pod wezwaniem św. Apostoła i Ewangelisty Jana Teologa – prawosławna cerkiew parafialna w Dąbrowie Białostockiej. Należy do dekanatu Sokółka diecezji białostocko-gdańskiej Polskiego Autokefalicznego Kościoła Prawosławnego.

## Położenie
Świątynia mieści się przy ulicy Mikołaja Kopernika.

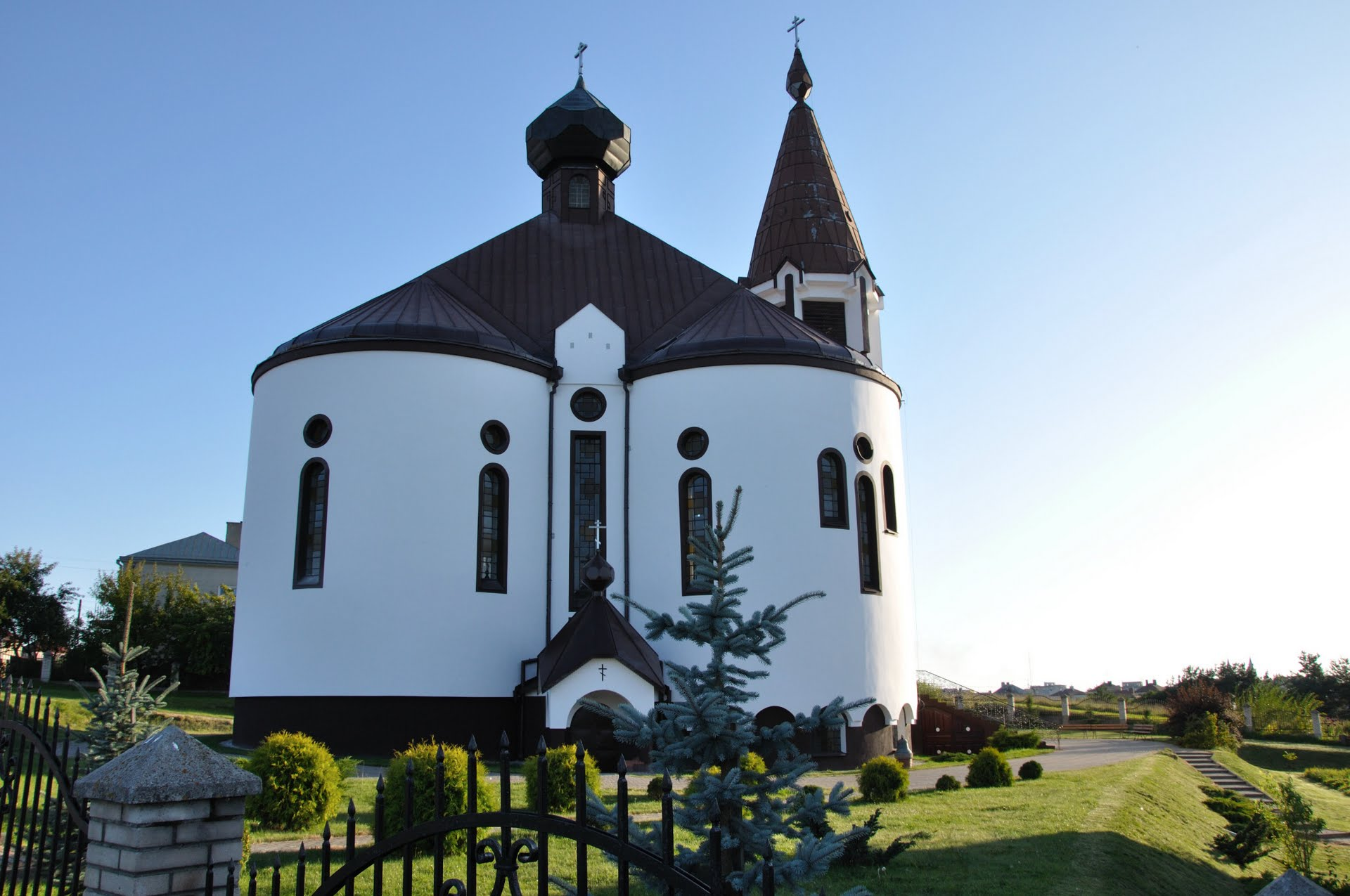
Widok od strony drugiego wejścia

## Historia
Kamień węgielny pod budowę cerkwi położono 23 października 1983 r. Świątynia powstała według projektu Jerzego Kuźmienki. 1 września 1985 r. w podziemiach budowanej cerkwi służono pierwszą Boską Liturgię. 1 października 1995 r. świątynia została konsekrowana przez arcybiskupa białostockiego i gdańskiego Sawę.
W 2021 r. przy głównym wejściu umieszczono tablicę upamiętniającą budowniczego cerkwi i pierwszego proboszcza miejscowej parafii, ks. mitrata Mikołaja Dejneko (zm. 2020), w 2024 skwer przy cerkwi otrzymał imię budowniczego świątyni.

## Architektura
Budowla murowana, jednokopułowa, z przystawioną wieżą-dzwonnicą. Wewnątrz znajduje się ikonostas. Wnętrze świątyni zdobią freski wykonane w latach 2002–2017 przez Piotra Rusaka i Siarhieja Drahuna z Białorusi.